# Аллея Большого Круга
Алле́я Большо́го Кру́га (название с 1990 года либо с 1995 года) — аллея в Восточном административном округе города Москвы на территории района Измайлово.

## История
Аллея получила своё название в 1995 (по другим данным — в 1990) году по расположению полукругом вдоль Круглого пруда.

## Расположение
Аллея Большого Круга проходит по территории Измайловского парка от Народного проспекта до аллеи Пролетарского Входа вдоль Круглого пруда, огибая его по дуге с востока. У южного конца аллеи расположено Большое колесо обозрения. Нумерация домов начинается от Народного проспекта.

## Примечательные здания и сооружения
По нечётной стороне:
- д. 7 — дирекция Измайловского парка (бывший кинотеатр «Лето»).

## Транспорт

### Наземный транспорт
По аллее Большого Круга не проходят маршруты наземного общественного транспорта. У северного конца аллеи, на Московском проспекте, расположена остановка «Измайловский парк» автобусных маршрутов № 7, 131.

### Метро
- Станция МЦК «Соколиная Гора»